# Karl von Eckartshausen
Karl von Eckartshausen fue un escritor alemán, nacido en el castillo de Haimbhausen en Baviera, el 28 de junio de 1752, muerto en Múnich el 12 de mayo de 1803. Era hijo natural del conde Carl von Haimbhausen, por la protección del cual fue nombrado consejero áulico, después censor de la biblioteca, 1780, y finalmente conservador de los archivos de Baviera. Escribió Tratado de la Creación y Dios es el amor más puro, 1790. 

## Publicaciones
- Aufschlüsse über Magie. München [Munich], 1790.
- Aufschlüsse zur Magie aus geprüften Erfahrungen über verborgene philosophische Wissenschaften und verdeckte Geheimnisse der Natur. 4 vols., Munich. 1788-1792. Edición facsimilar en alemán
- Die wichtigsten Hieroglyphen fürs Menschen-Herz. Leipzig, 1796.
- Die Wolke über dem Heiligtum En castellano en upasika.
- Gott ist die reinste Liebe. Munich, 1791.